# (8479) 1987 HD2
(8479) 1987 HD2 là một tiểu hành tinh vành đai chính. Nó được phát hiện bởi Antonín Mrkos ở Đài thiên văn Kleť gần České Budějovice, Cộng hòa Séc, ngày 29 tháng 4 năm 1987.